# Лінія 300 румунської залізниці

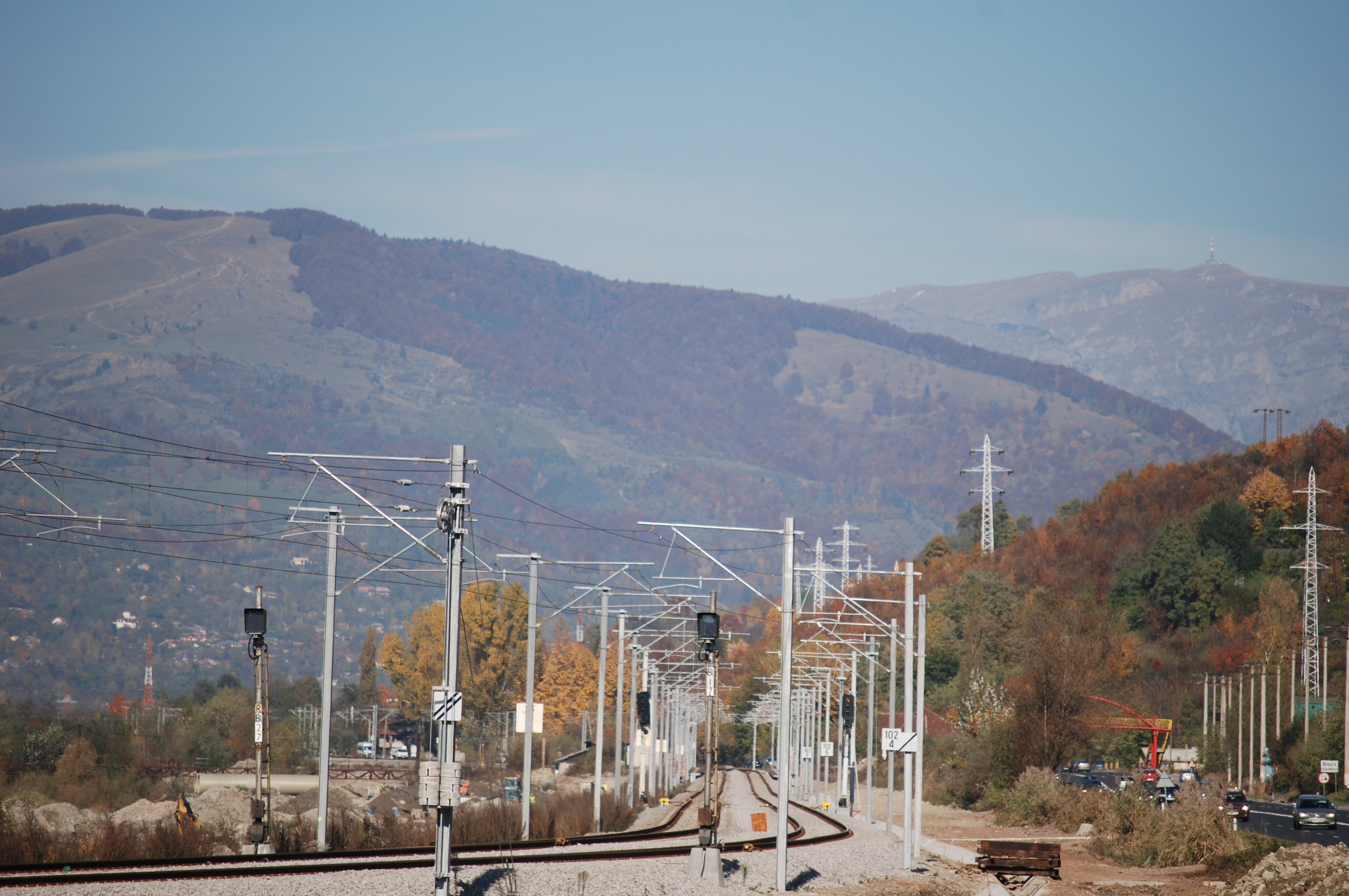
Плоєшті — Брашов залізнична лінія біля Бряза

Лінія 300 це одна з головних ліній Румунських залізниць загальною протяжністю 647 км. Лінія поєднує Бухарест з угорським кордоном біля Орадя, проходить через Плоєшті, Брашов, Сігішоара, Теюш, та Клуж-Напока. Ділянка між Бухарестом та Плоєшті об'єднана з Лінією 500 румунських залізниць.
Лінія 300 є частиною Рейн–Дунайського Коридору TEN-T. Враховуючи це лінія модернізується, збільшується максимальна швидкість на ній, пропускна здатність і сумісність (довжина потягів, ERTMS).
Ділянка між Кимпіна та Предял була модернізована між 2007 та 2011 роками, з кількома покращеннями інфраструктури вздовж маршруту. Між 2012 та 2018 роками, секція Кошларіу–Сігішоара була модернізована до максимальної швидкості 160 км/год, включаючи спорудження мостів та тунелів, щоб випрямити залізницю.

## Другорядні лінії
| Лінія | Кінцеві станції    | Кінцеві станції    | Проміжні зупинки                                 | Протяжність, км |        |  |    |
| ----- | ------------------ | ------------------ | ------------------------------------------------ | --------------- | ------ |  | -- |
| Лінія | 301                | Кимпіна            | Проміжні зупинки                                 | Протяжність, км | Телега |  | 08 |
| 302   | Плоєшті (південь)  | Тирговіште         |                                                  | 52              |        |  |    |
| 304   | Плоєшті (південь)  | Менечу             |                                                  | 51              |        |  |    |
| 305   | Кимпія-Турзій      | Турда              |                                                  | 09              |        |  |    |
| 306   | Плоєшті (південь)  | Сленік             | Плопень                                          | 44              |        |  |    |
| 307   | Блаж               | Прайд (комуна)     | Тирневені (Vest)                                 | 113             |        |  |    |
| 308   | Сігішоара          | Одорхею-Секуєск    |                                                  | 47              |        |  |    |
| 309   | Орадя              | Бейле Фелікс       |                                                  | 10              |        |  |    |
| 310   | Тімішоара (північ) | Орадя              | Арад — Синтана — Кішинеу-Кріш — Чумегіу (комуна) | 178             |        |  |    |
| 311   | Салонта            | Kötegyán           |                                                  | 13              |        |  |    |
| 312   | Орадя              | Тоболіу (комуна)   |                                                  | 23              |        |  |    |
| 313   | Кішинеу-Кріш       | Гренічері (комуна) |                                                  | 20              |        |  |    |
| 314   | Орадя              | Холод (комуна)     | Симбета (комуна)                                 | 53              |        |  |    |
| 316   | Вашкеу             | Чумегіу (комуна)   | Холод (комуна)                                   | 101             |        |  |    |
| 317   | Арад               | Брад               | Інеу — Гурахонц (комуна)                         | 167             |        |  |    |
| 318   | Інеу               | Чермей (комуна)    |                                                  | 14              |        |  |    |